# چول آقامحمدلی
چول آقامحمدلی (به ترکی آذربایجانی: Çöl Ağaməmmədli) یک منطقه مسکونی در جمهوری آذربایجان است که در شهرستان صابرآباد واقع شده است. چول آقامحمدلی ۳۸۹ نفر جمعیت دارد.